# 多特山
多特山（英語：Mount Dort），是南極洲的山峰，位於阿蒙森海岸，海拔高度2,250米，處於卡佩拉里冰川終點以南，由美國探險隊發現和繪入地圖，現時由南極條約體系管理。